# Great White Wonder
Pour les articles homonymes, voir GWW.

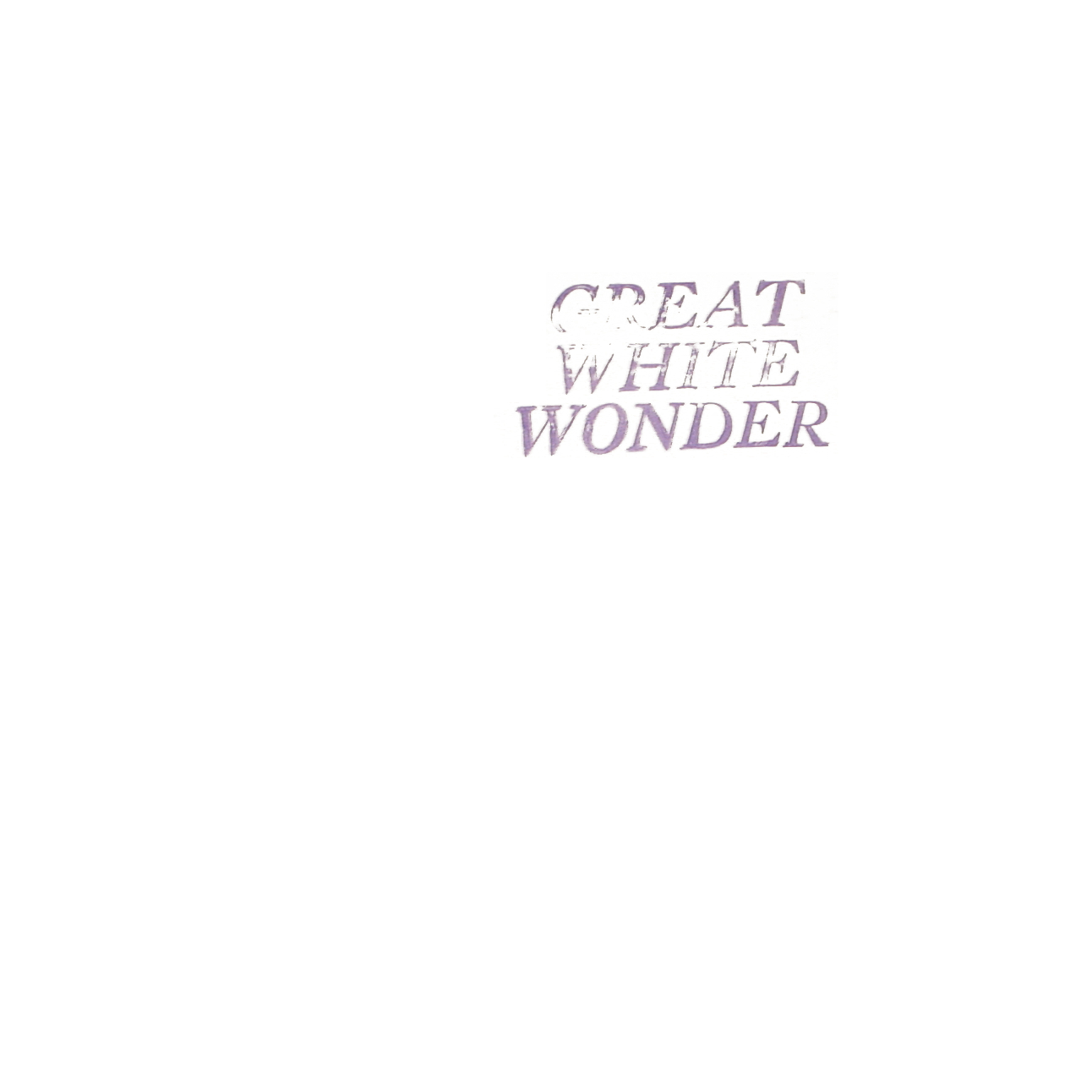
Couverture de l'album

Great White Wonder ou GWW est le premier bootleg rock notable, sorti en juillet 1969, et contenant des enregistrements non officiels de Bob Dylan. C'est premier bootleg sorti par le label Trademark of Quality (en) (ou TMQ). Plusieurs des pistes présentées ont été enregistrées avec The Band durant l’été 1967 à West Saugerties, New York (en), durant des sessions informelles qui furent par la suite sorties dans l'album de Bob Dylan de 1975, The Basement Tapes dans des versions plus soignées. La majeure partie des autres éléments consiste d'enregistrement fait en décembre 1961 dans une chambre d'hôtel au Minnesota (appelé la « Minnesota Hotel Tape »), des enregistrements studios de plusieurs albums de Bob Dylan et d'une performance en direct tiré du Johnny Cash Show (en). Il s'agit de la première fois que ces enregistrements sont mis sur le marché.
L'album a été surnommé « Great White Wonder » du fait de la couverture originale toute blanche, les plus récents contiennent le nom marqué au tampon.